# Central West Queensland
Koordinaten: 23° 0′ S, 145° 0′ O
Central West Queensland ist eine abgelegene Region im australischen Queensland in der Größe von 396 650,2 km² mit einer Bevölkerung 12.389 Menschen. Die Region liegt im Norden von South West Queensland und im Süden von Gulf Country. 
Central West Queensland wird von der Radiostation ABC Western Queensland informiert.

## Geschichte

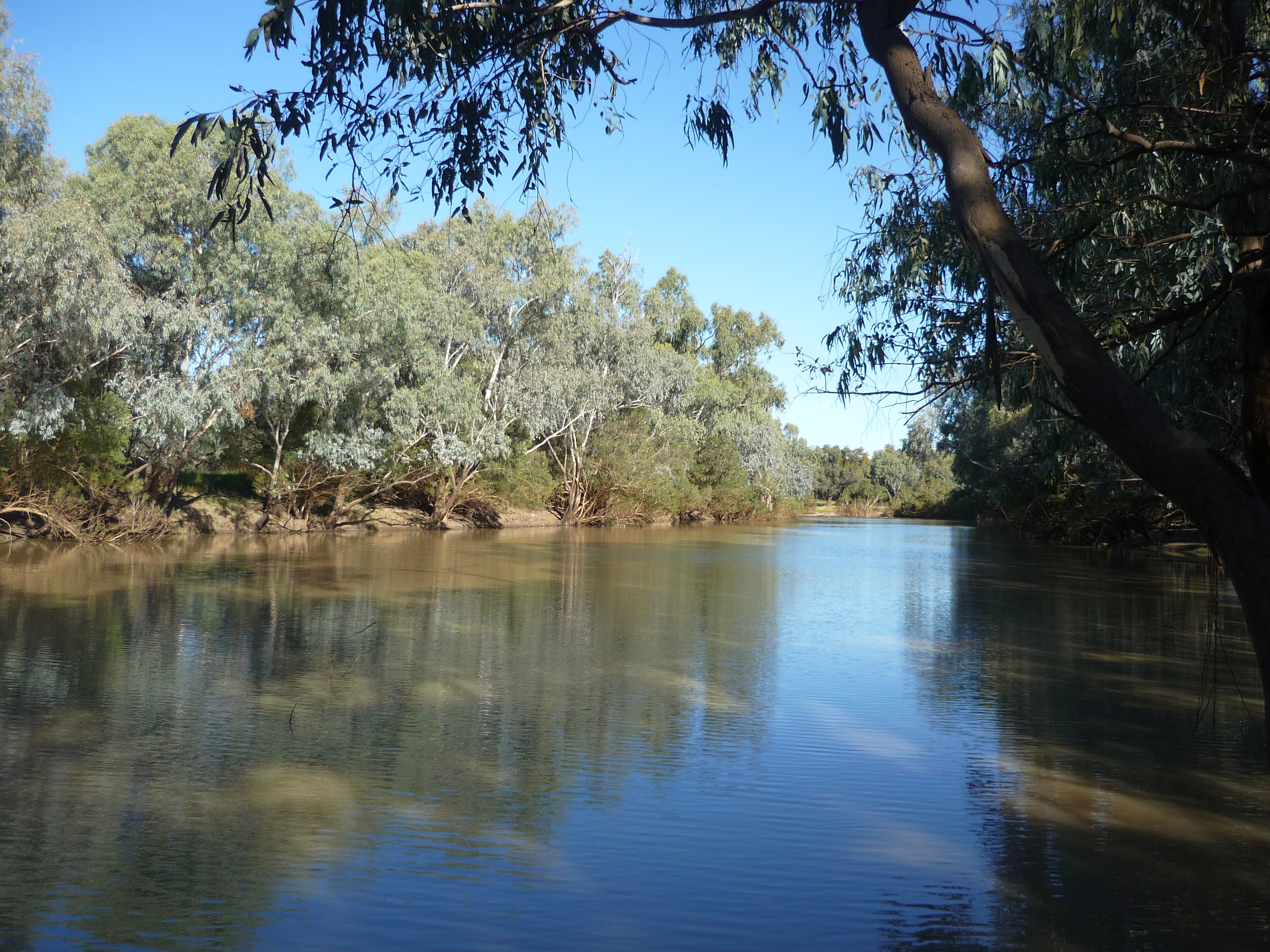
Barcoo River bei Isisford (2011)

Die erste Erkundung durch einen Europäer erfolgte durch Major Thomas Livingstone Mitchell, der in dieses Gebiet 1846 kam. Mitchell war bei Isisford am Barcoo River als es seiner Mannschaft an Verpflegung mangelte und sie von den Aborigines bedroht wurden. Daraufhin entschied er sich nach Sydney zurückzukehren und komplettierte seine erfolgreiche Expedition, in der er große Gebiete des unbekannten Landes erkundet hatte.

## Geographie

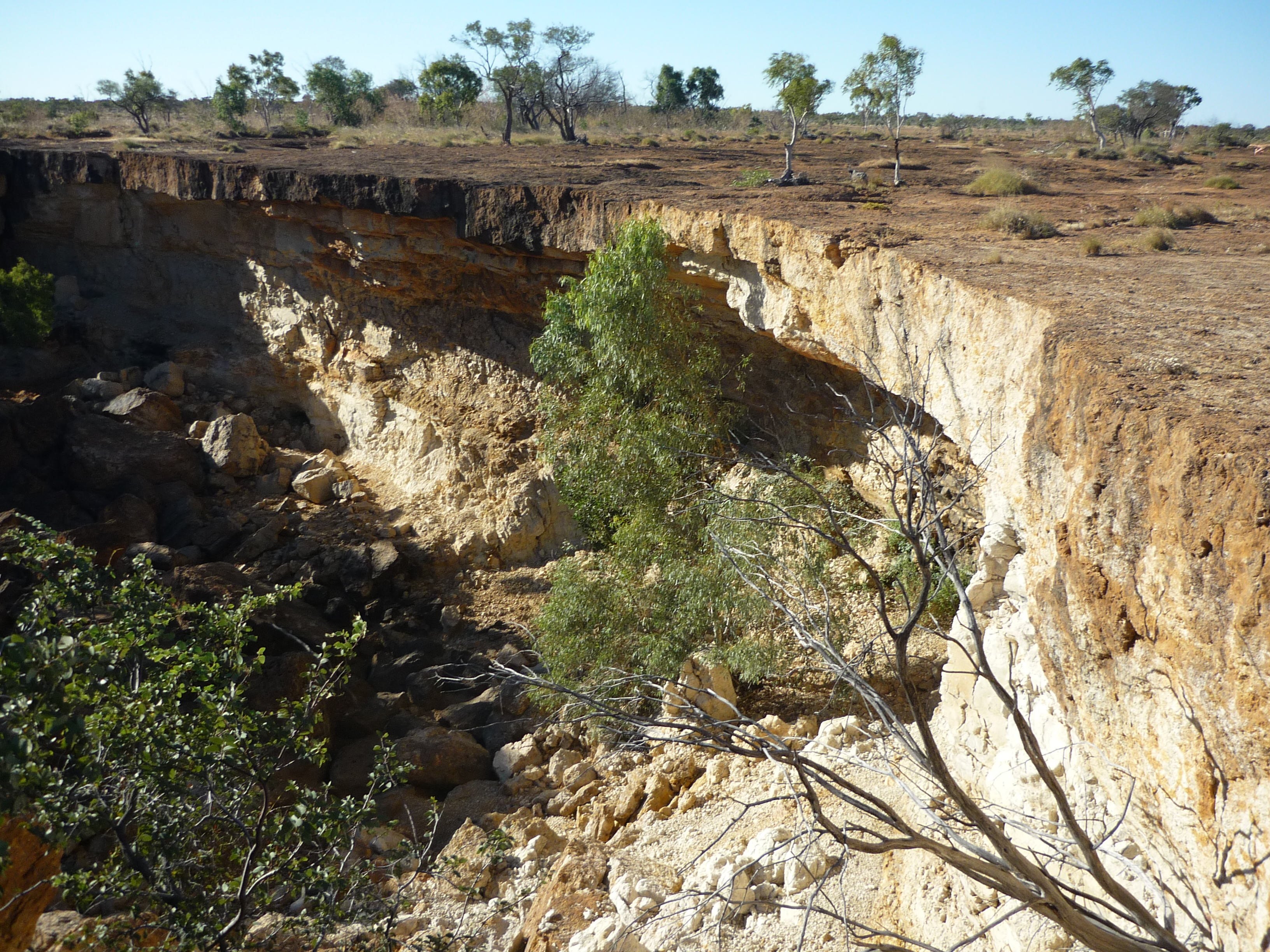
Scrammy Gorge bei Winton, 2011

Die östliche Ausdehnung der Simpson Desert liegt in der Region, wie auch Haddon Corner und Poeppel Corner, die Grenzemarkierungen von Queensland. Bioregionen in diesem Gebiet beinhaltet das Channel Country.
Teile des Cooperbeckens befinden sich in dieser Region. Dieses Sedimentbecken beinhaltet die bedeutendsten Lagerstätten von Erdöl und Erdgas auf dem australischen Kontinent.
Bei den Wahlen in Queensland fällt die Region teilweise in die Wahlkreise Division of Maranoa und Division of Kennedy. Local Government Areas (LGAs) sind der Barcoo Shire, Diamantina Shire, Boulia Shire, Winton Shire, Longreach Region, Blackall-Tambo Region und Barcaldine Region.

### Städte
Die wichtigsten Städte in Central West Queensland sind Longreach, Winton, Blackall und Barcaldine. Barcaldine war der Ort des Schafscherer-Streik (1891), eines der frühsten und bedeutendsten Ereignisse der australischen Arbeiterbewegung. Die Australian Stockman's Hall of Fame ist ein Museum in Longreach, die die Mühen der frühen Pionieren in australischen Outback zeigt. Das Gebäude wurde 1987 fertiggestellt und von Queen Elizabeth II. am 29. April 1988 eröffnet.
Kleinere Städte der Region sind Bedourie, Birdsville, Boulia, Urandangi, Isisford, Yaraka, Jundah, Stonehenge, Windorah, Alpha, Aramac, Jericho, Tambo und Muttaburra. Die Geisterstadt Betoota gilt als Australiens kleinste Stadt.

### Flüsse
Flüsse in der Region, die jedoch oft nur kurzzeitig Wasser führen, sind der Barcoo River, Georgina River, Diamantina River, Thomson River, Burke River, Hamilton River und Cooper Creek.

### Nationalparks
Zahlreiche Nationalparks befinden sich in der Region, wie der Simpson-Desert-Nationalpark, Cudmore-Nationalpark, Diamantina-Nationalpark, Astrebla-Downs-Nationalpark, Welford-Nationalpark, Goneaway-Nationalpark, Lochern-Nationalpark und Bladensburg-Nationalpark.

## Transportwesen
Die wichtigsten Straßen in der Region sind der Capricorn Highway und Landsborough Highway. Im Norden der Region sind dies der Kennedy Highway, der von Boulia nach Cairns an der Ostküste Australiens führt. Die Central-Railway erreichte Longreach 1892. Heute bedient der Spirit of the Outback die Eisenbahnlinie von Brisbane nach Longreach. Sechs Flughäfen befinden sich in Central West Queensland: Longreach Airport, Winton Airport, Windorah Airport, Barcaldine Airport, Aramac Airport und Blackall Airport.